# Nesciothemis farinosum
Nesciothemis farinosum là loài chuồn chuồn trong họ Libellulidae. Loài này được Förster mô tả khoa học đầu tiên năm 1898.